# حكايات بنات (مسلسل)
حكايات بنات، مسلسل تلفزيوني درامي مصري، عرض في رمضان 1433هـ/2012م، ومن إخراج حسين شوكت وتاليف باهر دويدار.

## قصة المسلسل
يتناول العمل حياة أربع فتيات، ملقيا الضوء على علاقتهن بأهاليهن وحياتهم الخاصة وأحلامهن وطموحاتهن.

## الممثلون
| - صبا مبارك: أحلام - حورية فرغلي : كاميليا - انجي المقدم (الجزء 2 و3) : خديجة - دينا الشربيني: سلمى - ريهام أيمن : مريم - ندى موسى (الجزء 2 و3) : ملك - كريم فهمي: عاصم - أحمد صلاح حسني: فؤاد - سامي الشيخ: كريم - حسن حرب: هشام زوج مريم - رمزي لينر: ثائر - عمرو صالح: يوسف - رجاء الجداوي: أم أحلام - مها أبو عوف - ياسر علي ماهر: والد مريم - حنان يوسف: أم مريم - مدحت قاسم: معتز والدة كاميليا - ليلى عز العرب: والدة كاميليا - عفاف مصطفى: أمال والدة سلمى - شريف ليلة: مصطفى والد سلمى | - تميم عبده: طاهر نجم - نادر فؤاد - مريم سعيد صالح: أم هشام - ليلى جمال - إيناس المصري - نيرة عارف - علياء عساف: مي - هدى الصيفي - شادي أسعد - إسلام فهمي - نورا زهير - محمد العمروسي - علي سماحة - شاهيناز القماش - دعاء عريقات - بيريهان باهر - احمد العوضي: مازن |

بالإضافة إلى:إبراهيم ظريف - أحمد أبو طالب - أحمد البنهاوي - أحمد النمرسي - أحمد هزاع - أروى رفعت - آسر علي - إسلام سعيد- أسماء سعيد - أماني كمال - إيمان مسعود - إيميل وديع - باسم طبانة - بسمة شوقي - بلقيس - تامر علي - جهاد سلطان - حازم فؤاد - حمدي الرملي - رامي الجندي - رانا جمال - رانيا مصطفى - زكي حسين - زيزي غريب - سارة عادل - سامح سالم - سعاد الهواري - سعيد المصري - شريف بديع - شيماء علي - طلعت الشريف - عادل أحمد - عبد العزيز التوني - عبد المنعم المرصفي - عزة عبد الله - علي السكري - علي الطيب - عمرو صقر - فاطمة حسن - فاطمة كشري - كارمن سراج - لمياء جعفر - محمد الخضري - محمد الشناوي - محمد رمزي - محمد عزوز - محمد فايد - محمد قشطة - مهند الكاشف - مونيا منير - ميس - نشوى الإبياري - نهى العدل - هبة رحال - هبة سمير - هند فتحي - وائل سامي - وائل عبد العزيز - ياسمين القماش - ياسمين رحيم - ياسمين يحيى - يحيى فودة - يوسف جلال
الأطفال:ملك - حنين - ايرس ماجد الشريف - مهند عماد

## وصلات خارجية
- حكايات بنات على موقع قاعدة بيانات الأفلام العربية